# エウリュテー
エウリュテー（古希: Εὐρύτη, Eurytē）は、ギリシア神話の女性である。長母音を省略してエウリュテとも表記される。主に、
- ニュンペーの1人
- ヒッポダマースの娘

の2人が知られている。以下に説明する。

## ニュムペーの1人
このエウリュテーは、ニュムペーの1人で、海神ポセイドーンとの間にハリロティオスを生んだ。一説によると、ハリロティオスの母はバテュクレイアという名前である。

## ヒッポダマースの娘
このエウリュテーは、ヒッポダマースの娘で、ポルターオーンとの間に5人の息子オイネウス、アグリオス、アルカトオス、メラース、レウコーペウス、1人の娘ステロペーを生んだ。ヘーシオドスの『名婦列伝』によると、彼女が生んだ子供はオイネウス、アグリオス、アルカトオス、メラース、ピュロスである。
息子たちのうちオイネウスはカリュドーンの王位を継承し、娘のステロペーは河神アケローオスとの間にセイレーンを生んだ。